# Stazione di Băneasa
Bucarest Gara Băneasa (Gara Băneasa nel linguaggio comune), è una stazione ferroviaria situata nel quartiere Băneasa di Bucarest.

## Storia
Prima degli anni '50 è stata utilizzata come ferrovia reale. Dopo il 1950 la stazione viene utilizzato dalle autorità come stazione di protocollo per i treni presidenziali dei capi di Stato della Romania e per ricevere alti funzionari stranieri.
Attualmente è usata solo occasionalmente per il traffico passeggeri, specialmente nel periodo estivo quando circolano treni sulla linea Timișoara-Mangalia e Deva-Mangalia. Nel 2007 la stazione è rimasta chiusa per i lavori sul corridoio paneuropeo IV (il tratto Arad-Constanţa).